# شوهي كاواساكي
شوهي كاواساكي (باليابانية: 川﨑 修平) (مواليد 28 أبريل 2001) هو لاعب كرة قدم ياباني.

## وصلات خارجية
- شوهي كاواساكي على موقع رابطة كرة القدم اليابانية للمحترفين (اليابانية)
- شوهي كاواساكي على موقع قاعدة بيانات كرة القدم.إي يو (الإنجليزية)
- شوهي كاواساكي على موقع Soccerway.com (الإنجليزية)
- شوهي كاواساكي على موقع عالم كرة القدم.نت (الإنجليزية)